# Salvia caymanensis
Salvia caymanensises una planta herbácea de la familia de las lamiáceas. Es originaria de Gran Caimán en las Islas Caimán. Se pensó que se había extinguido durante casi 40 años hasta que fue redescubierta en 2007. Después de los daños causados por el huracán Iván en 2004, los conservacionistas pensaban que las condiciones podría ser ideales para la reaparición de Salvia caymanensis si todavía había semillas viables en el medio silvestre. Un cartel que ofrecía 1000 CI $ de recompensa, condujo al descubrimiento de las primeras plantas que se veían desde 1967.

## Descripción
Salvia caymanensis alcanza un tamaño de 50 a 100 cm de altura. El tallo erecto es estrictamente grisáceo por encima y por debajo del arbolado. Las hojas son ovado-lanceoladas de 2,5 a 3 cm de largo y de 1 a 1,4 cm de ancho. Las hojas son de color verde y tomentosas en el envés y oscuro en el haz. Los pecíolos son un cuarto de la longitud de la hoja.

## Redescubrimiento
En la primavera de 2007, el Departamento de Medio Ambiente de las Islas Caimán, en cooperación con la Darwin Initiative, situó carteles en la isla ofreciendo una recompensa de 1000 CI $ por algún ejemplo de vida de la Salvia caymanensis. Los carteles se programaron para anticipar la época de floración normal de la planta. Un residente de la isla, ralentizado por el trabajo en la autopista de la Reina, vio las flores azules desde la ventana de su coche, que crecían cerca de la orilla de la carretera. Después del descubrimiento inicial, 300 plantas individuales se encontraron y se recogieron aproximadamente 18.000 semillas.

## Taxonomía
Salvia caymanensis fue descrita por Millspaugh & Uline y publicado en Publications of the Field Columbian Museum, Botanical Series 2(1): 94. 1900.
Etimología
Ver: Salvia
caymanensis: epíteto geográfico que alude a su localización en las islas Caimán.